# Сербия на Средиземноморских играх
Сербия принимает участие в Средиземноморских играх с 2009 года.
По состоянию после Средиземноморских игр 2022, спортсмены Сербии завоевали всего 163 медали, из них 54 золотых, в командном медальном зачёте Сербия занимает 13-е место.

## Медальный зачёт
| Год            | Кол-во спортсменов                                | Золото                                            | Серебро                                           | Бронза                                            | Всего                                             | Место                                             |
| 1951—1991      | участвовали как часть команды Югославии           | участвовали как часть команды Югославии           | участвовали как часть команды Югославии           | участвовали как часть команды Югославии           | участвовали как часть команды Югославии           | участвовали как часть команды Югославии           |
| 1993           | не участвовали                                    | не участвовали                                    | не участвовали                                    | не участвовали                                    | не участвовали                                    | не участвовали                                    |
| 1997—2005      | участвовали как часть команды Сербии и Черногории | участвовали как часть команды Сербии и Черногории | участвовали как часть команды Сербии и Черногории | участвовали как часть команды Сербии и Черногории | участвовали как часть команды Сербии и Черногории | участвовали как часть команды Сербии и Черногории |
| Пескара 2009   |                                                   | 9                                                 | 13                                                | 13                                                | 35                                                | 8                                                 |
| Мерсин 2013    |                                                   | 12                                                | 11                                                | 11                                                | 34                                                | 8                                                 |
| Таррагона 2018 |                                                   | 12                                                | 11                                                | 9                                                 | 32                                                | 7                                                 |
| Оран 2022      |                                                   | 13                                                | 7                                                 | 11                                                | 31                                                | 7                                                 |
| Таранто 2026   |                                                   |                                                   |                                                   |                                                   | .                                                 | —                                                 |
| Приштина 2030  |                                                   |                                                   |                                                   |                                                   | .                                                 | —                                                 |
| Всего          | Всего                                             | 46                                                | 42                                                | 44                                                | 132                                               | 13                                                |